# Raloxifène
Le raloxifène est un SERM (Selective Estrogen Receptor Modulator) comme le bazédoxifène. Il est utilisé dans le cadre de traitements hormonaux de substitution, utiles à la prévention et traitement de l'ostéoporose. Il peut également être utilisé pour diminuer le risque de cancer du sein.

## Présentation
Une diminution du taux d'œstrogène est responsable de la fragilisation de l'os. Un traitement classique pour prévenir l'ostéoporose consiste à administrer un traitement hormonal substitutif. Le raloxifène est également indiqué pour réduire le risque de cancer du sein invasif chez les femmes à haut risque. Il diminue également le risque de cancer du sein chez les femmes le prenant contre des symptômes systémiques de la ménopause. Un case report de 2016 a mis en cause le raloxifène comme agent favorisant l'évolution du carcinome. Il est donc contre-indiqué en cas de carcinome mammaire déjà présent.

## Mode d'action
La fixation de l’œstrogène sur son récepteur remplace les corépresseurs associés par des coactivateurs induisant une cascade de signalisation.[pas clair]
Le raloxifène favorise le recrutement de coactivateurs au niveau de l'os et agit donc comme un agoniste à l'origine d'effets bénéfiques, tandis qu'il recrute des corépresseurs au niveau de l’épithélium mammaire. 
Il permet donc de prévenir l'ostéoporose, sans pour autant avoir un effet prolifératif au niveau du sein qui aurait pu être responsable d'un cancer.
Le raloxifène, comme tout SRM, permet donc d'activer ou inactiver des voies de signalisation en fonction du tissu.

## Effets indésirables
Le raloxifène présente un intérêt majeur dans la prévention et le traitement du cancer du sein car il présente moins d’effets secondaires que le tamoxifène, notamment le risque de cancer de l’endomètre est moins important. 
Nonobstant, il présente toujours des effets indésirables, plus ou moins graves et plus ou moins prononcées selon les femmes : 
- Aggravation des bouffées de chaleur en période de ménopause.
- Crampes.
- Risque accru de thrombo-embolies veineuses.

## Recherche
Selon une méta-analyse d'essais randomisés, à double insu et contrôlés par placebo, la thérapie adjuctive à l'oestradiol et au raloxifène est un traitement prometteur pour les femmes atteintes de schizophrénie, et son efficacité et sa sécurité ont été confirmées.